# 체르노빌 (드라마)
《체르노빌》(영어: Chernobyl)은 2019년 HBO에서 제작한 시대극, 비극 드라마이다. 크레이그 메이진이 각본 및 제작을, 조핸 렌크가 감독을 맡았다. 1986년 4월 26일 발생한 체르노빌 원자력 발전소 사고와 유례없는 대규모 정화 작전, 그리고 그 현장에 휘말린 사람들의 사연을 담았다. 미국 방송사 HBO와 영국의 스카이 UK가 공동 제작하였으며, 재러드 해리스, 스텔란 스카르스고르드, 에밀리 왓슨이 주연을 맡았다.
2019년 5월 6일 미국에서, HBO를 통해 5부작으로 첫 방영되었으며, 영국에서는 5월 7일 스카이 애틀랜틱을 통해 방영되면서 평론가들의 극찬을 받았다. 대한민국에서는 2019년 8월 스트리밍 서비스 왓챠플레이를 통해 최초로 정식 공개되었다. 또한, 71회 프라임타임 에미상에서 작품상, 감독상, 각본상, 연출상 등의 19개의 상을 수상했으며, 제77회 골든 글로브상에서는 드라마 최우수상, 텔레비전 영화 남우주연상 등을 수상하였다.
비평가들과 전문가들, 사건 목격자들은 드라마를 극찬했지만, 일부 사람들은 이 드라마가 실제 사실과 사소하게 차이가 났다는 부분을 주목했다.

## 배경
《체르노빌》은 1986년 4월 26일 소련의 우크라이나 소비에트 사회주의 공화국에서 발생한 체르노빌 원자력 발전소 사고를 드라마화한 것으로, 사고를 일으킨 사람들과 사고에 맞서 대응하는 사람들의 이야기를 다루고 있다. 특히 이번 작을 통해서 사고와 관련해 기존에는 잘 알려지지 않았던 이야기, 예컨대 처음으로 사고 현장 수습에 나섰던 소방관들과 자원봉사들, 4호기 밑으로 위태롭게 굴을 파고 들어가야 할 임무를 맡게 된 광부들의 노력을 그려내게 되었다.
본 드라마는 벨라루스의 노벨문학상 수상자 스베틀라나 알렉시예비치의 르포 《체르노빌의 목소리》를 통해 수집된, 프리피야트 주민들의 여러 증언을 기반으로 두었다.

## 출연자
- 재러드 해리스 - 발레리 레가소프, 쿠르차토프 연구소 부소장. 사고 현장 정화작업을 돕기 위해 투입된다.
- 스텔란 스카르스고르드 - 보리스 셰르비나, 소련 정부 장관회의 부의장.
- 에밀리 왓슨 - 핵물리학자 울라나 호뮤크, 실존인물은 아닌 민스크 출신 가상의 등장인물로, '사고 수습을 위해 위험천만한 현장에 투입되면서도 두려움 없이 그에 임했던 수많은 과학자들'을 상징하기 위한 의도를 담고 있다.[8]
- 폴 리터 - 아나톨리 댜틀로프, 체르노빌 원자력발전소 보조 수석기술자.
- 제시 버클리 - 류드밀라 이그나텐코, 바실리 이그나텐코의 아내.
- 애덤 네가티스 - 바실리 이그나텐코, 프리피야트의 소방관이자 체르노빌 발전소 화재 현장에 처음으로 출동한 인물이다.
- 콘 오닐 - 빅토르 브류하노프, 체르노빌 원자력발전소 소장.
- 애드리언 롤린스 - 니콜라이 포민, 체르노빌 원자력발전소 수석기술자.
- 샘 트로턴 - 알렉산드르 아키모프, 체르노빌 원자력발전소 야간교대 감독관.
- 로버트 엠스 - 레오니드 토프투노프, 체르노빌 원자력발전소 수석기술자.
- 데이비드 데닉 - 미하일 고르바초프, 소련 공산당 서기장
- 마크 루이스 존스 - 블라디미르 피칼로프, 소련 화학대 사령관.
- 앨런 윌리엄스 - 차르코프, KGB 최고부의장[9]
- 알렉스 펀스 - 안드레이 글루호프, 광부 작업반장.
- 랠프 아인슨 - 니콜라이 타라카노프, 정화작전 최고감독관.

## 에피소드 목록
| 번호 | 제목                                            | 감독      | 작가            | 첫 방영일 (EDT)                               | 시청자 수                               |
| --- | ----------------------------------------------- | --------- | --------------- | --------------------------------------------- | --------------------------------------- |
| 1 | "1:23:45 (1시 23분 45초)"                       | 조핸 렌크 | 크레이그 메이진 | 2019년 5월 6일 (미국) 2019년 5월 7일 (영국)   | 75만 6000명 (미국) 86만 1000명 (영국)   |
| 체르노빌 참사 2주년을 맞은 날, 진상조사위원회 위원장을 맡은 발레리 레가소프는 사고 책임에 대해 당시 기술관을 맡은 아나톨리 댜틀로프를 비난하는 내용을 테이프에 녹음해두어 숨긴 뒤, 스스로 목숨을 끊는다. 그로부터 2년 전, 프리피야트의 소방관 바실리 이그나텐코와 임신한 아내 류드밀라는 체르노빌 원자력 발전소의 4호기가 폭발하는 광경을 목격한다. 그시각 4호기 관제실에 있던 댜틀로프는 원자력 노심이 폭발했다는 사실을 애써 부정하고, 발전소 노동자들과 소방서 측에 연락을 취하는 한편, 부하 직원들에게 연료봉을 수동으로 주입하고 냉각수를 공급하라는 무의미한 명령을 내린 채 자리를 떠난다. 그러는 과정에서 신고를 받고 출동한 바실리를 비롯하여 현장에 있던 소방관과 노동자들은 급성 방사선 증후군에 차례로 노출되고 만다. 사고 관련 회의를 위해 모인 브류하노프 소장과 포민 수석기술관, 댜틀로프는 수소 폭발로 인해 오염 급수가 누출되었다는 결론을 내리고, 프리피야트 최고위원회는 큰 사고가 아니므로 소개령을 금한다는 결의를 내린다. 시트니코프 부수석 운영기술관은 원자로용 흑연 파편이 지상에 널려 있다고 보고하나 이 역시 부정되고 만다. 댜틀로프마저 방사선 증후군으로 쓰러지자 남은 두 사람은 시트니코프로 하여금 지붕으로 올라가 육안 시찰을 하도록 강제하고, 그곳에 선 그는 치사량의 방사선을 쐬이게 된다. 다음날 아침, 레가소프 연구소장은 체르노빌에서 사고가 났으나 수습되고 있다는 보고를 받고, 사고 대응 관리위원회에 기술자문으로 출석하라는 명령을 받는다. |                                                 |           |                 |                                               |                                         |
| 2 | "Please Remain Calm (침착해 주십시오)"          | 조핸 렌크 | 크레이그 메이진 | 2019년 5월 13일 (미국) 2019년 5월 14일 (영국) | 100만 4000명 (미국) 89만 1000명 (영국)  |
| 폭발이 일어난지 일곱 시간 뒤, 민스크에 있던 핵물리학자 울라나 호뮤크는 일순간 방사능 수치가 급등한 것을 발견한다. 방사능 유출을 우려한 호뮤크는 지역 당국에 이를 경고하나 묵살되고, 결국 스스로 그 진원지로 추측되는 체르노빌을 향해 떠난다. 한편 사고 부상자들이 밀려든 프리피야트 병원에서 류드밀라는 남편 바실리를 찾지만, 중증 피폭 환자는 모스크바로 이송되어 치료받을 것이란 소식을 듣는다. 모스크바 크렘린으로 불려간 레가소프는 사고 규모가 심상찮음을 알아채고는 경악하여, 미하일 고르바초프 서기장에게 이 사태가 보고된 사항보다 더더욱 심각할 것이라고 경고한다. 이에 미심쩍어하던 보리스 셰르비나 부의장과 함께 체르노빌로 향한 레가소프는 헬리콥터를 타고 발전소 위를 돌던 중, 흑연 파편들이 널려 있고 이온화 방사선으로 퍼런 빛이 겉도는 광경에 주목하여 노심이 완전 폭발해버렸음을 알게 된다. 현장 책임자인 브류하노프와 포민은 레가소프의 주장이 오해라고 비난하며 셰르비나와 대립한다. 그러나 피칼로프 장군이 직접 고성능 선량계를 싣고 발전소 가까이서 측정한 결과 레가소프의 주장이 옳았음을 증명하게 된다. 레가소프는 화재 초기 진압에 있어 군용 헬리콥터로 모래와 붕소를 뿌리라는 지시를 내리나 작업 자체가 위험천만한 탓에 난항을 겪는다. 한편 사고 소식이 널리 퍼지면서 프리피야트 시에 드디어 소개령이 내려진다. 마침 현장에 도착한 호뮤크는 레가소프와 셰르비나에게, 발전소 지하층에 물이 차 있는데 노심용융물이 이와 접촉하기라도 한다면 엄청난 수증기 폭발이 발생하여 감당할 수 없을 것이라고 경고한다. 이에 방사능에 오염되었을지 모를 지하층의 물을 수작업으로 뺀다는 난감한 계획이 승인되고, 발전소 노동자인 아나넨코, 베즈팔로프, 바라노프가 그 임무에 나선다. |                                                 |           |                 |                                               |                                         |
| 3 | "Open Wide, O Earth (눈을 떠라, 세상아)"        | 조핸 렌크 | 크레이그 메이진 | 2019년 5월 20일 (미국) 2019년 5월 21일 (영국) | 106만 3000명 (미국) 110만 명 (영국)     |
| 지하층의 물을 빼는 데에는 성공했지만, 노심용해가 시작되면서 지하수를 오염시킬 위험에 빠지자 셰르비나와 레가소프는 고르바초프에게 발전소 밑에 열교환기를 설치해야 한다는 보고를 올린다. 이에 석탄부장관 미하일 샤도프가 툴라 탄광의 광부들을 모집하고, 이들은 글루호프 작업반장의 주도로 극히 불리한 환경 속에서 굴을 파게 된다. 그와중에 셰르비나는 레가소프에게 자신들이 KGB의 감시를 받고 있다고 주의를 준다. 하지만 레가소프는 호뮤크를 모스크바 병원으로 보내 사건 전말을 밝히려 한다. 호뮤크는 사고 당사자인 댜틀로프의 비협조적 태도에 좌절하지만, 죽어가던 토프투노프와 아키모프로부터 뜻밖의 정보를 얻는다. 다름아닌 아키모프가 비상 가동중지를 한 뒤에 폭발이 벌어졌다는 것인데, 절대 있을 수 없는 시나리오였다. 한편 뇌물을 쥐어주고 임신한 사실마저 숨긴 채 병원 안에 들어온 류드밀라는 드디어 남편 바실리와 재회하고, 접촉 시간까지 어겨가며 그의 곁에 머문다. 그때 병원을 방문한 호뮤크는 류드밀라가 바실리와 접촉하는 광경을 목격하고, 그녀가 임신했다는 사실까지 알아채면서 이 상황을 위원회에 보고하겠다고 윽박지른다. 미행하던 KGB 요원에게 체포된 그녀는 교도소에 수감되지만 레가소프의 주선으로 풀려나게 된다. 셰르비나와 레가소프는 중앙장관위원회 측에 오염 정화 계획을 보고하며 이를 실행하기 위해선 대규모의 희생 인력을 동원해야 한다고 밝힌다. 고통 속에 세상을 떠난 바실리의 시신은 다른 피폭 희생자들과 함께 납으로 만든 관에 봉인되고, 그 관은 다시금 콘크리트 더미 속에 매장되는 모습을 류드밀라가 지켜본다. |                                                 |           |                 |                                               |                                         |
| 4 | "The Happiness of All Mankind (온 인류의 행복)" | 조핸 렌크 | 크레이그 메이진 | 2019년 5월 27일 (미국) 2019년 5월 28일 (영국) | 119만 3000명 (미국) 131만 1000명 (영국) |
| 체르노빌 출입 금지 구역이 확대됨에 따라 해당 지역 내 주민들도 피난길에 오르고, 정화 작업도 계속해서 진행된다. 민간 징집자 파벨은 소련-아프간 전쟁 참전 용사 바초와 함께 출입금지구역으로 들어가, 방사능에 노출된 채 버려진 동물들을 쏴죽여 처리하는 일에 나선다. 체르노빌 정화작업 지휘관을 맡은 니콜라이 타라카노프 장군은 방어막 구축을 위하여 루노호트 계획에 쓰였던 탐사로봇들을 발전소 지붕에 투입해 그 현장을 청소하는 작업에 나섰다가 실패하고, 서독에서 들여온 경찰용 로봇마저 최고 수준의 방사능에 순식간에 먹통이 된다. 그러자 타라카노프 장군은 3,828명의 정화 노동자를 그 현장에 동원해, 각 한 명당 90초씩만 머물도록 하여 직접 손으로 치우는 작업을 실행한다. 한편 호뮤크는 모스크바 기록보관소를 조사하고, 퇴원한 댜틀로프를 마주치는데 정부가 진실을 밝히는 일에는 관심이 없음을 알고 있었다. |                                                 |           |                 |                                               |                                         |
| 5 | "Vichnaya Pamyat (빈치나야 파먀트)"             | 조핸 렌크 | 크레이그 메이진 | 2019년 6월 3일 (미국) 2019년 6월 4일 (영국)   | 108만 9000명 (미국) 211만 2000명 (영국) |
| 댜들로프와 포민은 재난을 제대로 관리하지 못한 혐의로 재판에 넘겨졌다. 호뮤크와 레가소프가 증언을 맡았다. 레가소프는 AZ-5 버튼을 누르면 상황이 괜찮을 것이라고 생각한 댜들로프는 원자력 발전소가 터진다는 생각을 못하고 안전 절차를 무시했다고 말했고, 이전에 이 사실이 밝혀졌다고 국가를 비판했다. 결국 KGB에 의해 지위와 모든 것을 박탈당한 레가소프는 사실을 녹음기에 남기고 자살한다. 이후 이 문제와 관련이 있던 사람들의 운명이 밝혀진다. |                                                 |           |                 |                                               |                                         |

## 제작

### 작성과 제작 초기
작가 크레이그 메이진은 소련 내외의 책과 보고서를 읽으며 체르노빌에 대한 자료를 모으기 시작했다. 그는 원자로가 어떻게 작동하는지 알기 위해 핵과학자들, 당시 상황을 알기 위해 1986년의 소련 시민들과 이야기를 나누었다. 그 때 그는 "공장 근처에 살았던 사람들, 공장에서 일했던 사람들, 청소하기 위해 체르노빌로 보내진 사람들의 이야기를 듣고 있을 때, 그 이야기는 정말 생생했다."고 말했다.
크레이그 메이진은 이 드라마에 관심을 갖게 된 이유가 진실에 대한 글로벌 전쟁에 대한 글을 쓰기로 했기 때문이라고 말했다. 또한 그는 그러면서 체르노빌이 폭발한 것은 알았지만, 이유를 몰랐기 때문이라고도 말했다. 그는 체르노빌을 조사하면서, "그 일을 겪은 사람들과 해결하기 위해 노력한 사람들의 고통을 믿을 수 없다. 해결하기 위해 노력하는 사람들은 계속 희생하고, 또 희생하고 희생했다. 나는 그것에 너무 감동을 받아 이 각본을 쓰는데 더욱 집착하게 되었다."고 말했다. 이후 체르노빌을 더 조사한 그는 "체르노빌의 교훈은 원자력 발전소가 위험한 것이 아니라, 거짓말, 오만, 비난과 억압이 위험하다는 것이다."라고 말했다.
그는 각본을 위해 체르노빌 제외 구역에 방문하기도 했으며, 그는 드라마의 억양이 《보리스와 나타샤》처럼 새롭지 못한 억양이 되지 않기 위해 러시아어와 우크라이나어를 사용하지 않고, 시청자들이 이야기 속에서 나오지 못하게 하기 위해 미국 배우를 캐스팅하지 않기로 했다.
2017년 7월 26일, HBO는 처음으로 스카이 UK와 공동 제작하고, 크레이그 메이진이 각본을, 요한 렌크가 감독을 맡은 체르노빌에 관한 드라마를 제작한다고 발표했다. 2019년 3월 11일에 HBO는 2019년 5월 6일 미국에서 첫 방영 예정을 발표했으며, 2019년 6월 4일에는 크레이그 메이진이 각본을 모두 작성했고 PDF로도 작성했다.

### 캐스팅
드라마가 제작된다고 발표한다는 발표에서, HBO는 재러드 해리스가 캐스팅 되었다고 발표했다. 2018년 3월 19일에는 스텔란 스카르스고르드와 에밀리 왓슨이 캐스팅되었다고 발표되어, 두 배우는 두 번째로 같은 드라마에 출연했다. 2018년 5월에는 제시 버클리와 에이드리언 롤린스 등의 배우들이 캐스팅되었다고 발표되었다.

### 촬영

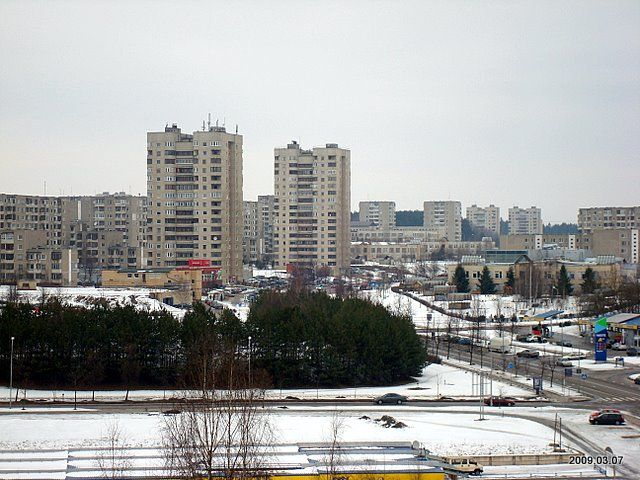
체르노빌과 가까운 프리피야티가 등장하는 장면은 리투아니아 파비조니슈키스에서 진행되었다.

촬영은 2018년 4월 리투아니아에서 시작되었다. 우크라이나의 체르노빌과 가까운 프리피야티이 등장하는 장면은 리투아니아 파비조니슈키스에서 대신 촬영되었으며, 2018년 6월에 촬영진들이 우크라이나에서 일부 장면을 촬영하면서 촬영이 끝이 났고, 결국 《체르노빌》의 촬영은 총 16주가 걸렸다.

### 음악
《체르노빌》의 음악은 아이슬란드의 힐뒤르 그뷔드나도티르가 작곡했는데, 일부 음악은 실제 원자력 발전소에서 녹음한 음반을 이용해 만들어졌다.
전체 작사·작곡: 힐뒤르 그뷔드나도티르 except where noted
| #   | 제목                          | 작곡                    | 재생 시간 |
| --- | ----------------------------- | ----------------------- | --------- |
| 1.  | 〈The Door〉                  |                         | 2:43      |
| 2.  | 〈Bridge of Death〉           |                         | 4:44      |
| 3.  | 〈Turbine Hall〉              |                         | 2:36      |
| 4.  | 〈Vichnaya Pamyat〉           | 호민 리비브 시립 합창단 | 4:07      |
| 5.  | 〈Pump Room〉                 |                         | 3:43      |
| 6.  | 〈Clean Up〉                  |                         | 1:41      |
| 7.  | 〈Dealing with Destruction〉  |                         | 1:54      |
| 8.  | 〈Waiting for the Engineer〉  |                         | 1:31      |
| 9.  | 〈Gallery〉                   |                         | 2:23      |
| 10. | 〈12 Hours Before〉           |                         | 2:31      |
| 11. | 〈Corridors〉                 |                         | 3:13      |
| 12. | 〈Liður (Chernobyl Version)〉 |                         | 2:48      |
| 13. | 〈Evacuation〉                |                         | 4:43      |

## 같이 보기
- 원자력 사고